# Park Seo-joon
Park Seo-joon (hangul: 박서준, hancha: 朴敘俊; ur. 16 grudnia 1988) – południowokoreański aktor i piosenkarz. Grał główną rolę w serialach Ona była piękna. (2015), Hwarang (2016-2017), Gimbiseoga wae geureolkka (2018) oraz Itaewon Class (2020).
Park urodził się w Seulu jako najstarszy z trzech braci. Po ukończeniu liceum An-Nam uczęszczał do Seoul Institute of the Arts, w 2008 roku odbył obowiązkową służbę wojskową.
Park zadebiutował w 2011 roku występując w teledysku Bang Yong-guka „I Remember”. Następnie zagrał w kilku serialach telewizyjnych (m.in. Dream High 2 (2012), Geum nawara, ddookddak! (2013) i Manyeoeui yeonae (2014)). Od października 2013 do kwietnia 2015 roku był prowadzącym w programie Music Bank.

## Filmografia

### Filmy
| Rok  | Tytuł                   | Rola             |
| ---- | ----------------------- | ---------------- |
| 2011 | Perfect Game            | Chil-goo         |
| 2015 | Akui yeondaegi          | Cha Dong-jae     |
| 2015 | Wewnętrzne piękno       | Woo-jin (cameo)  |
| 2017 | Cheongnyeon gyeongchal  | Hwang Ki-joon    |
| 2018 | Jigeum mannareo gapnida | Ji-ho (cameo)    |
| 2019 | Saja                    | Yong-hoo         |
| 2019 | Parasite                | Min-hyuk (cameo) |
| 2022 | Concrete Utopia         | Min Sung         |
| 2022 | Marvels                 | Yan              |
| 2023 | Dream                   | Yoon Hong-dae    |

### Telewizja
| Rok       | Tytuł                           | Rola                    | Stacja telewizyjna |
| --------- | ------------------------------- | ----------------------- | ------------------ |
| 2012      | Dream High 2                    | Si-woo                  | KBS2               |
| 2012      | Family                          | Cha Seo-joon            | KBS2               |
| 2013      | Geum nawara, ddookddak!         | Park Hyun-tae           | MBC                |
| 2013      | Drama Festival "Sleeping Witch" | Kim Him-chan            | MBC                |
| 2013      | Ttatteuthan mal hanmadi         | Song Min-soo            | SBS                |
| 2014      | Manyeo-ui yeon-ae               | Yoon Dong-ha            | tvN                |
| 2014      | Mama                            | starszy Han Geu-roo     | MBC                |
| 2015      | Kill Me, Heal Me                | Oh Ri-on                | MBC                |
| 2015      | Ona była piękna.                | Ji Sung-joon            | MBC                |
| 2016      | Hwarang                         | Moo Myung / Kim Sun-woo | KBS2               |
| 2017      | Ssam, my way                    | Go Dong-nam             | KBS2               |
| 2018      | Kimbiseoga wae geureolkka       | Lee Young-joon          | tvN                |
| 2020      | Itaewon Class                   | Park Sae-royi           | JTBC               |
| 2020      | Record of Youth                 | Song Min-soo (cameo)    | tvN                |
| 2023–2024 | Potwór z Gyeongseongu           | Jang Tae-sang / Ho-jae  | Netflix            |

### Programy rewiowe
| Rok       | Tytuł            | Stacja telewizyjna | Uwagi                     |
| --------- | ---------------- | ------------------ | ------------------------- |
| 2013-2015 | Music Bank       | KBS2               | MC                        |
| 2014      | Running Man      | SBS                | gościnnie (odc. 184, 198) |
| 2014      | SBS Drama Awards | SBS                | MC                        |
| 2015      | Running Man      | SBS                | gościnnie (odc. 246, 263) |
| 2016      | Running Man      | SBS                | gościnnie (odc. 295)      |
| 2016      | 2 Days & 1 Night | KBS2               | gościnnie (odc. 154, 155) |

### Teledyski
| Rok  | Tytuł                | Artysta                         |
| ---- | -------------------- | ------------------------------- |
| 2011 | "I Remember"         | Bang Yong-guk feat. Yang Yoseob |
| 2014 | "One Two Three Four" | The One                         |
| 2017 | "Our Tears"          | Park Seo-joon                   |

## Dyskografia
| Rok  | Tytuł                | Uwagi                                 |
| ---- | -------------------- | ------------------------------------- |
| 2012 | "New Dreaming"       | z Dream High 2 OST; duet z JB         |
| 2014 | "Come into My Heart" | z Manyeoeui yeonae OST                |
| 2015 | "Letting You Go"     | z Kill Me, Heal Me OST                |
| 2015 | "Long Way"           | z Ona była piękna. OST                |
| 2017 | "Our Tears"          | z Hwarang: The Poet Warrior Youth OST |

## Nagrody i nominacje
| Rok  | Nagroda                          | Kategoria                                                                    | Wynik     |
| ---- | -------------------------------- | ---------------------------------------------------------------------------- | --------- |
| 2013 | 6. Korea Drama Awards            | Najlepszy Nowy Aktor (Geum nawara, ddookddak!)                               | Wygrana   |
| 2013 | 2. APAN Star Awards              | Najlepszy Nowy Aktor (Geum nawara, ddookddak!)                               | Nominacja |
| 2013 | MBC Drama Awards                 | Najlepszy Nowy Aktor (Geum nawara, ddookddak!)                               | Nominacja |
| 2013 | MBC Drama Awards                 | Najlepsza Para (razem z Baek Jin-hee) (Geum nawara, ddookddak!)              | Nominacja |
| 2014 | 50. Baeksang Arts Awards         | Najlepszy Nowy Aktor Telewizyjny (Ttatteuthan mal hanmadi)                   | Nominacja |
| 2014 | 7. Herald Donga Lifestyle Awards | Best Style of the Year                                                       | Wygrana   |
| 2014 | SBS Drama Awards                 | Nowa Gwiazda (Ttatteuthan mal hanmadi)                                       | Wygrana   |
| 2014 | SBS Drama Awards                 | Najlepsza Para (razem z Han Groo) (Ttatteuthan mal hanmadi)                  | Nominacja |
| 2015 | 52. Grand Bell Awards            | Najlepszy nowy aktor (Akui yeondaegi)                                        | Nominacja |
| 2015 | 36. Blue Dragon Film Awards      | Najlepszy nowy aktor (Akui yeondaegi)                                        | Nominacja |
| 2015 | 36. Blue Dragon Film Awards      | Popular Star Award (Akui yeondaegi)                                          | Wygrana   |
| 2015 | 4. APAN Star Awards              | Excellence Award, Actor in a Miniseries (Kill Me, Heal Me, Ona była piękna.) | Nominacja |
| 2015 | Fashionista Awards               | Best Male Fashionista in TV (Ona była piękna.)                               | Wygrana   |
| 2015 | One Night Surprise Awards        | Watch Out He Gonna Make Your Heart Beat Award                                | Wygrana   |
| 2015 | MBC Drama Awards                 | Excellence Award, Actor in a Miniseries (Kill Me, Heal Me, Ona była piękna.) | Wygrana   |
| 2015 | MBC Drama Awards                 | Top 10 Stars Award (Kill Me, Heal Me, Ona była piękna.)                      | Wygrana   |
| 2015 | MBC Drama Awards                 | Nagroda popularności, aktor (Kill Me, Heal Me, Ona była piękna.)             | Wygrana   |
| 2015 | MBC Drama Awards                 | Najlepsza para (razem z Ji Sung) (Kill Me, Heal Me)                          | Wygrana   |
| 2015 | MBC Drama Awards                 | Najlepsza para (razem z Hwang Jung-eum) (Ona była piękna.)                   | Nominacja |
| 2016 | 21. Chunsa Film Art Awards       | Best Rookie Actor (Akui yeondaegi)                                           | Nominacja |
| 2016 | 52. Baeksang Arts Awards         | Najlepszy debiut aktorski (mężczyzna) (Akui yeondaegi)                       | Nominacja |